# روغن جوش
روغن جوش (انگلیسی بریتانیایی / ˌrəʊɡən dʒəʊʃ /، انگلیسی آمریکایی / ˌroʊɡən dʒoʊʃ /) (هندی: रोग़न जोश) (اردو: روغن جوش)، یک غذای گوشت کوره ای معطر و دارای ریشه ایرانی یا کشمیری است. با گوشت قرمز، بره یا بز به‌طور سنتی درست می‌شود. در درجه اول بوسیله گل آلکانت یا گل ریشه و کشمیری رنگ و طعم دار می‌شود. این یکی از دستورهای اصلی غذاهای کشمیری است.

## نام‌شناسی
تعدادی از ریشه‌های این نام پیشنهاد شده است؛ یعنی Roughan " روغن حیوانی " یا "روغن" در فارسی و اردو، در حالی که juš (جوش معادل romanised) وسیله ای برای "خورش" یا "گرم کردن" مشتق شده و در نهایت از فعل jušidan «به معنی جوشیدن» است.

## اصل و نسب
روغن جوش یکی از غذاهای اصلی کشمیر است و یکی از غذاهای اصلی وعده غذایی چند دوره ای کشمیری به‌شمار می‌آید. این غذا در ابتدا توسط مغول‌ها، که به نوبه خود غذاهای آنها تحت تأثیر غذاهای ایرانی بود، به کشمیر آورده شد. گرمای بی وقفه تابستان دشت‌های هند، مغول‌ها را اغلب به کشمیر می‌برد که به دلیل ارتفاع و عرض جغرافیایی، آب و هوای خنک تری دارد.

## آماده‌سازی
روغن جوش از تکه‌های گوشت بره یا گوشت گوسفندی با یک سس گوجه فرنگی با سیر، زنجبیل و ادویه‌های معطر (میخک، برگ بو، هل و دارچین) طعم دار شده و در برخی نسخه‌ها از پیاز یا ماست تشکیل شده است. پس از پخت اولیه، ممکن است ظرف با استفاده از روش پخت آرام دمپختک به پایان برسد. رنگ قرمز غلیظ مشخصه آن به‌طور سنتی از گلهای خشک یا ریشه Alkanna tinctoria (راتان جات) و از مقدار لیبرال انواع چیلی خشک شده کشمیری حاصل می‌شود. این چیلی‌ها، که طعم آنها تقریباً با طعم فلفل قرمز مشابه است، به‌طور قابل توجهی نسبت به فلفل دلمه خشک غذاهای هندی ملایم ترند. ادویه این دستورالعمل بیش از گرما بر رایحه تأکید دارد. زعفران همچنین بخشی از برخی از دستور العمل‌های سنتی است.

## اقتباس‌ها
در حالی که در تهیه سنتی از فلفل قرمز کاملاً خشک که بدون دانه، خیسانده شده در آب و رب گوجه فرنگی استفاده می‌شود، از دیگر مواد غیر سنتی یا از پودر چیلی کشمیری یا مخلوط پاپریکا و فلفل قرمز استفاده می‌شود. در نسخه جدید آن در رستوران‌های Sanjeev Kapoor از هل سفید، سیاه، انیسون و برگ بو نیز استفاده می‌شود.

## با گوشت‌های دیگر
در هند، روغن جوش را اغلب به جای گوشت گوسفند، با گوشت بز درست می‌کنند، زیرا گوشت بره اصیل کمتر از گوشت بز در دسترس است. انواع مختلفی از گوشت گاو نیز وجود دارد که ترجیح داده می‌شود.